# Christian Santos
Christian Robert Santos Kwasniewski (Puerto Ordaz, 24 de março de 1988) é um futebolista profissional venezuelano que atua como atacante. Atualmente, defende o Rayo Majadahonda.

## Carreira
Christian Santos fez parte do elenco da Seleção Venezuelana de Futebol da Copa América de 2016.

## Títulos
Alavés
- Vice Copa del Rey: 2016-2017.